# V’Moto-Rock 5.
A V’Moto-Rock 5. a V’Moto-Rock együttes ötödik nagylemeze, melyet a Favorit adott ki 1986-ban.

## Az album dalai

### A oldal (21:08)
1. Olajat a tűzre 4:48 (Lerch–Demjén)
2. Kártya 3:18 (Menyhárt–Demjén)
3. Hadd legyek én az orvosságod 4:12 (Demjén)
4. Kulcs 3:48 (Lerch–Demjén)
5. Otthon vagyunk 5:02 (Lerch–Demjén)

### B oldal (18:51)
1. Fekszem az ágyon 3:26 (Menyhárt–Demjén)
2. Az kell a lánynak 4:03 (Menyhárt–Demjén)
3. Szédült nyár 3:52 (Lerch–Demjén)
4. Mélyvíz 3:13 (Demjén)
5. Miért adnánk fel? 4:17 (Menyhárt/Lerch–Demjén)